# Фравијано (Тренто)
Фравијано је насеље у Италији у округу Тренто, региону Трентино-Јужни Тирол.
Према процени из 2011. у насељу је живело 1564 становника. Насеље се налази на надморској висини од 1216 м.